# Système de santé en Malaisie

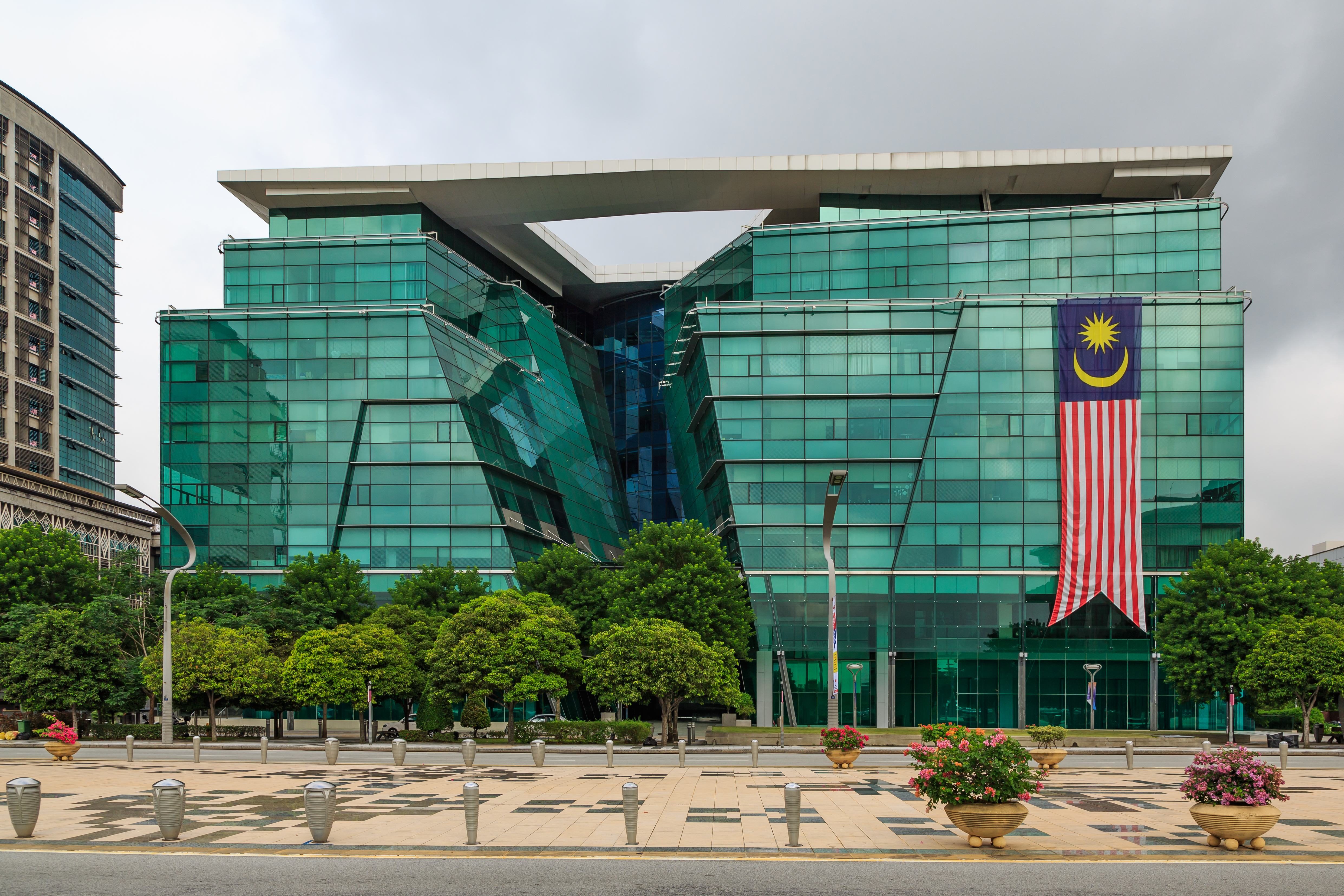
Siège du Ministère de la Santé de Malaisie, Putrajaya.

Le système de santé de la Malaisie, basé sur un schéma de protection universelle d'assurance maladie, repose sur une logique des deux tiers, garantissant à l'ensemble de la population une couverture médicale gratuite pour les soins de bases répondant à une logique assistancielle tandis que l'accès à des soins plus lourds nécessite d'être affilié à une assurance maladie privée. Selon le rapport d'évaluation annuelle de l'Organisation mondiale de la Santé de 2000, le système de santé de Malaisie est classé au 49e rang mondial, derrière la République tchèque et devant la Pologne. En 2019, il progresse au 40e rang mondial. L'ordonnance de 1951 relative à l'établissement d'un fonds d'assurance pour les travailleurs pose les bases d'un système de retraite par capitalisation (épargne individuelle). Le système de santé est placé sous l'égide du ministère de la Santé Publique.
Le système malaisien est un des plus performants d'Asie du Sud et de l'Est avec celui de Singapour (12e rang mondial), et Taïwan (13e rang mondial) et devant celui de la Thaïlande (64e rang mondial) et de l'Indonésie (60e rang mondial), pays limitrophes. Les dépenses publiques en matière de santé représentaient 4,7 % du produit intérieur brut en 2014, en comparaison de 2,85 % en Indonésie.

## Historique

### Développement économique
La Malaisie devient indépendante le 16 septembre 1963 vis-à-vis du Royaume-Uni. En 1965, Singapour fait sécession et devient une entité indépendante à son tour.
Selon les statistiques de la Banque Mondiale, la Malaisie fait aujourd'hui partie du groupe des pays à revenus moyens supérieurs. À l'instar d'autres pays asiatiques colonisés comme la Corée du Sud (devenue indépendante vis-à-vis du Japon en 1945), les Philippines (vis-à-vis des États-Unis d'Amérique en 1946) ou encore l'Indonésie (vis-à-vis des Pays-Bas en 1949), la Malaisie est passée d'un niveau économique de sous-développement patent à celui d'une des principales puissances économiques à partir des années 1970 et 1990, faisant partie des « Tigres Asiatiques ». Sa croissance annuelle est systématiquement supérieure à la moyenne mondiale : 11 % en 1973, 7 % en 1983, 9 % en 1993 et 5 % en 2003. Très affecté par la crise asiatique de 1997, qui voit un afflux de capitaux étrangers et en particulier occidentaux affluer dans les économies en forte croissance du sud-est asiatiques, le gouvernement malaisien de Mahathir Mohamad refuse d'appliquer les politiques de rigueur prônées par les institutions financières internationales. Durant son mandat, ce dernier engage une politique de nationalisme économique et renforce l'intervention de l'État dans les affaires sociales et économiques.
Le développement de la protection sociale est un des axes majeurs du dixième plan quinquennal de 2010-2015. Le cinquième plan quinquennal de 1981 puis le sixième plan ambitionnaient de généraliser la protection sociale garantie par l'État mais en se basant pour l'essentiel sur une logique corporatiste. Le programme 1Care for 1Malaysia, au slogan prometteur d' « être soigné selon ses besoins, payer selon ses capacités », ambitionne de centraliser et d'unifier le système de sécurité sociale dans un pays où la privatisation du système de santé a constitué le fer de lance des politiques publiques depuis le milieu des années 1990. Le système de santé malaisien repose sur une prédominance du secteur public en ce qui concerne les admissions à l'hôpital (82 % des patients sont traités dans des hôpitaux publics) mais un rôle plus important du secteur privé en ce qui concerne les soins ambulatoires (62 % des soins ambulatoires sont gérés par des établissements privés). En 2007, les dépenses publiques de santé représentent 13, 5 milliards de ringgit contre 16, 6 milliards de ringgit pour le secteur privé. Aussi, les dépenses malaisiennes de santé publique sont moins élevées que la moyenne des autres pays à revenus moyens supérieurs (4,7 % pour la Malaisie contre une moyenne de 6,6 %, statistiques de 2005) ce qui est plus que l'Inde, l'Indonésie et Singapour, mais toutefois inférieur à Cuba et la Thaïlande. Le programme du dixième plan prévoit l'établissement d'une assurance sociale de santé unique, financée en partie par les cotisations sociales et les impôts (système hybride entre le modèle britannique où la protection sociale est financée par l'impôt et le modèle français où celle-ci repose sur les cotisations salariales).
La Malaisie est une des économies qui consacre le plus de budget public en recherche et le développement, en se classant en 2019 au 5e rang des pays à revenus moyens supérieurs (derrière la Chine, l'Inde, la fédération de Russie et le Brésil ; devant l'Afrique du Sud et la Turquie).

### Démographie
La Malaisie a un solde démographique positif constant depuis l'après-guerre, solde qui a particulièrement augmenté depuis les années 1970. En 2020, le ratio de dépendance, c'est-à-dire le rapport entre les personnes à charge - personnes âgées de moins de 15 ans ou de plus de 64 ans - et la population en âge de travailler - est de 44 retraités pour 100 actifs. 2 325 071 personnes ont plus de 65 ans pour une population totale de 32 365 998 habitants. La population entre 15 et 64 ans représente près de 69% de la population totale, ce qui explique la part modeste des dépenses publiques dans les allocations vieillesse. Les dépenses vieillesse représentaient en 2005 31 millions de ringgit, en comparaison des 43, 5 millions pour l'allocation enfants et 85, 4 millions pour les autres types de prestations sociales.
En 2019, l'espérance de vie de la population malaisienne était en moyenne de 76,6 ans, plus qu'en Inde (69,6 ans), aux Philippines (71,1 ans) en Indonésie (71,7 ans) ; données comparables aux statistiques des pays développés comme les États-Unis (78,7 ans), l'Union Européenne (81,3 ans) et Singapour (83,5 ans).

## Pilier assuranciel
Le pilier assuranciel répond à une logique individuelle de prévention face au risque.
La première législation en matière de protection sociale est prise en 1951. L'ordonnance prévoit la mise en place d'un système de retraite par capitalisation et la constitution d'un fonds de pension pour les actifs (Fonds de Pension pour les Travailleurs, Kumpulan Wang Simpanan Pekerja, KWSF). Le fonds de pension perçoit une cotisation de la part des actifs qui permet d'augmenter le capital total qui est investi. En contrepartie, l'actif ayant atteint l'âge légal de la retraite pourra ensuite toucher sa part de capital plus les dividendes perçus par les investissements. En 1991, le gouvernement amende l'ordonnance et présente une nouvelle loi portant sur le droit relatif à un régime d'épargne pour la retraite des employés et la gestion de l'épargne pour la retraite et sur les questions connexes (literatim). Le Fonds de Pension pour les Travailleurs est placé sous l'autorité d'un conseil d'administration où siège de droit un représentant nommé par le ministère malaisien des Finances. Jusqu'en 2008, la part de la cotisation pouvant être investi sur les marchés financiers est fixée à 20 % de l'épargne.
Être affilié à ce fonds est obligatoire pour tous les actifs. En décembre 2019, 14 587 811 membres étaient affiliés au Fonds de Pension dont 7 626 262 actifs pour une population totale de 31, 9 millions d'habitants. Le montant des dividendes est fixé par le gouvernement. En 2020, les dividendes atteignent 6,10 %, pour une épargne totale de 42,8 milliards de ringgit. Le taux de dividende était de 4, 5% en 2008.
La réforme de 2008 abroge le plafond de 20 % de l'épargne pouvant être investi avec pour objectif d'atteindre un capital minimum par actif de 120 000 ringgit à l'âge de 55 ans (soit l'équivalent de 25 873 euros). Ce minimum est toutefois faible puisqu'il représente 500 ringgit par mois pendant 20 ans, soit 107 euros mensuel. L'obligation de cotiser est étendue de 55 ans à 75 ans. Dans le même temps, le taux de cotisation mensuelle passe de 11 % à 8 % et à 5,5 % pour les plus de 55 ans. L'actif peut toucher son épargne à partir de l'âge de 50 ans pour le dépenser uniquement pour des frais médicaux, immobiliers (depuis 2000), universitaires (depuis 2006 pour financer des études supérieures) ou infantiles (depuis 2001).

## Pilier assistanciel
Le pilier assistanciel relève de la solidarité collective incarnée par l'action du gouvernement.

### Sécurité Sociale
En 1969, il est instauré une sécurité sociale pour l'ensemble des travailleurs qui gagnent moins de 2 000 ringgit de revenus mensuels (soit 431 euros). Les cotisations financent deux branches : une dédiée à l'invalidité et une autre pour l'assurance maladie. L'assurance maladie est financée par l'employeur à hauteur de 1 % du salaire mensuel et l'employé à hauteur de 0,5 %. Les cotisations couvrant l'invalidité sont quant à elles financés uniquement par l'employeur à hauteur de 1,75 % du salaire mensuel. Le nombre d'individus couverts par l'Organisation de la Sécurité Sociale est passée de 608 847 travailleurs en 1975 à 11 747 607 millions de travailleurs en 2015. L'assurance maladie couvre l'intégralité des frais médicaux, des soins palliatifs et de réhabilitation.
En avril 1995, un fonds d'assurance pour les travailleurs étrangers est créé et fait une distinction entre travailleurs nationaux et non nationaux. Les travailleurs étrangers gagnant moins de 500 ringgit par mois sont éligibles à ce fonds de compensation en cas d'accident du travail, de décès, de maladie ou de rapatriement. Les travailleurs à domicile ne sont pas concernés par ce dispositif. L'affiliation à ce fonds d'assurance est obligatoire.

### Allocations
L'aide aux familles nombreuses pour les foyers à revenus modestes a été développée à partir des années 2000. Une allocation mensuelle par foyer de 100 ringgit est versée par enfant, pouvant aller jusqu'à 450 ringgit, jusqu'à l'âge de 18 ans. En 2005, 19 346 foyers étaient bénéficiaires de cette allocation, représentant un budget annuel de 43,7 millions de ringgit.
À la suite du tsunami de décembre 2004 provoqué par un séisme dans l'océan Indien, une allocation spéciale liée aux catastrophes naturelles a aussi été mise en place face à l'ampleur du nombre de victimes et l'étendue des dégâts. En 2005, 10 158 personnes étaient concernées par cette allocation spéciale qui pouvait représenter jusqu'à 5 000 ringgit.
Les personnes âgées en état d'invalidité peuvent recevoir une aide de 300 ringgit par mois depuis 2008. Cette allocation est passée de 9 212 récipiendaires en 2000 à 23 256 en 2005.
Un fonds spécial basé sur l'aumône à destination des populations de confession musulmane de l'archipel existe en parallèle (zakat). Chaque État fédéré gère son propre fonds au niveau local, même si plusieurs réformes vont vers une unification et une standardisation fédérale avec l'établissement d'un Département au Développement Islamique. Ces fonds représentent une épargne de 800 millions de ringgit et répondent à une logique de charité pour les populations musulmanes les plus nécessiteuses.

### Couverture universelle
À l'instar de la quasi-totalité des pays développés comme ceux de l'OCDE — à l'exception toutefois des États-Unis d'Amérique —, la Malaisie dispose d'un régime universel de santé, garantissant à tous les individus un accès gratuit et complet aux soins médicaux.

## Politique de santé publique

### Vaccination obligatoire
La vaccination contre la poliomyélite, le BCG, la rougeole, la rubéole et les oreillons sont obligatoires et sont en général administrées par les médecins scolaires aux élèves malaisiens du cycle élémentaire.

### Plan National contre la Grippe (1997-2005)
Le gouvernement a adopté en 1997 un plan quinquennal de prévention et d'action contre la grippe, maladie qui représente un haut niveau de contamination dans la région. La Malaisie fut un foyer de contamination important pendant la pandémie de grippe de 1968. Un comité sanitaire de contrôle de la grippe a été mis en place. La préparation préalable des autorités malaisiennes de santé publique permit notamment au pays de répondre rapidement et efficacement à la pandémie de 1999 en Asie du Sud et de l'Est lié au virus Nipah et à celle de 2004 lié au virus de la grippe A.

### Pandémie de Covid-19 (2020-2022)
Dans le cadre de la pandémie liée au virus coronavirus, le gouvernement malaisien a lancé une campagne de vaccination à partir de février 2021. La Malaisie atteint un taux de vaccination de 79,7 % en mars 2022 (complètement vaccinée), soit l'un des taux les plus élevés de la région (57,9 % en Indonésie, 59,8 % aux Philippines et 71,8 % en Thaïlande) et comparable voire supérieure à celui des pays développés (66 % aux États-Unis, 73,4 % au Royaume-Uni et 77,8 % en France).

## Infrastructures médicales
Les hôpitaux publics de Malaisie, en particulier ceux des grandes villes, sont de très bonne qualité et dotés des équipements médicaux les plus récents. En parallèle, il existe un réseau d'hôpitaux privés qui s'est développé récemment dont un tiers sont en partenariat avec l'administration publique malaisienne. Les principaux enjeux pour le système de santé malaisien sont le manque d'effectifs et pouvant entraîner des heures d'attente ainsi que les déserts médicaux. Si les grandes agglomérations sont équipés de grands hôpitaux et de médecins à proximité, ce n'est pas le cas dans les zones rurales les plus éloignées. Pour lutter contre ce problème, le gouvernement a lancé à partir de 2009 la construction de nouveaux centres de soins dans les campagnes et généralisé le principe de consultations à distance.